# Sadec nachový
Sadec nachový (Eutrochium purpureum) je vytrvalá rostlina z čeledi hvězdnicovité. Pochází severovýchodní, východní a centrální Severní Ameriky.

## Popis
Sadec nachový dorůstá do výšky 1,5-2,4 m a asi 1,2 m do šířky. Rostlinám se daří na mokré půdě. Stonky jsou vzpřímené, tlusté, kulaté a mají fialovou barvu. Listy jsou až 30 cm dlouhé. Kvete od konce léta a přitahuje mnoho hmyzu, který saje nektar z květů.

## Synonyma
- Eupatorium purpureum